# 하남시의 마천루 목록
대한민국 경기도 하남시의 마천루 목록이다. 대한민국의 「초고층 및 지하연계 복합건축물 재난관리에 관한 특별법」에 따르면 '초고층 건축물' 이란 층수가 50층 이상 또는 높이가 200m 이상인 건축물을 말한다.

## 마천루 순위
본 목록은 완공되었거나, 상량식을 끝낸 마천루이다.
| 순위 | 이름                                 | 사진 | 위치   | 높이 | 층수 | 완공 연도 | 비고 |
| ---- | ------------------------------------ | ---- | ------ | ---- | ---- | --------- | --- |
| 1=   | 미사역 효성해링턴타워 더퍼스트 101동 |      | 망월동 | 120m | 29층 | 2018년    | 하남시에서 가장 높은 건물로 29층으로 구성돼 있지만, 층고가 높아 일반적인 아파트로 환산하면 약 40층 높이에 해당한다. |
| 1=   | 미사역 효성해링턴타워 더퍼스트 102동 |      | 망월동 | 120m | 29층 | 2018년    | 하남시에서 가장 높은 건물로 29층으로 구성돼 있지만, 층고가 높아 일반적인 아파트로 환산하면 약 40층 높이에 해당한다. |
| 3    | 힐스테이트 미사역 그랑파사쥬 1208동  |      | 망월동 | 113m | 30층 | 2020년    | [ 3 ] |
| 4    | 힐스테이트 미사역 11-1BL 1102동      |      | 망월동 | 111m | 30층 | 2020년    | [ 4 ] |
| 5=   | e편한세상시티 미사 A동               |      | 망월동 | 103m | 28층 | 2019년    | [ 5 ] |
| 5=   | e편한세상시티 미사 B동               |      | 망월동 | 103m | 28층 | 2019년    | [ 6 ] |
| 5=   | 위례 지웰푸르지오 106동              |      | 학암동 | 103m | 23층 | 2018년    | [ 7 ] |
| 8=   | 힐스테이트 미사역 그랑파사쥬 1201동  |      | 망월동 | 100m | 29층 | 2020년    | [ 8 ] |
| 8=   | 힐스테이트 미사역 그랑파사쥬 1202동  |      | 망월동 | 100m | 29층 | 2020년    | [ 9 ] |
| 8=   | 힐스테이트 미사역 그랑파사쥬 1203동  |      | 망월동 | 100m | 29층 | 2020년    | [ 10 ] |
| 8=   | 힐스테이트 미사역 그랑파사쥬 1204동  |      | 망월동 | 100m | 29층 | 2020년    | [ 11 ] |
| 8=   | 힐스테이트 미사역 그랑파사쥬 1205동  |      | 망월동 | 100m | 29층 | 2020년    | [ 12 ] |
| 8=   | 힐스테이트 미사역 그랑파사쥬 1206동  |      | 망월동 | 100m | 29층 | 2020년    | [ 13 ] |
| 8=   | 힐스테이트 미사역 그랑파사쥬 1207동  |      | 망월동 | 99m  | 29층 | 2020년    | [ 14 ] |
| 15=  | 위례 지웰푸르지오 101동              |      | 학암동 | 99m  | 32층 | 2018년    | [ 15 ] |
| 16=  | 미사역 파라곤 101동                  |      | 망월동 | 97m  | 30층 | 2021년    | 미사역 인근에서 가장 비싼 주상복합으로, 최고가는 28억 원에 이른다.                                                  |
| 16=  | 미사역 파라곤 102동                  |      | 망월동 | 97m  | 30층 | 2021년    | 미사역 인근에서 가장 비싼 주상복합으로, 최고가는 28억 원에 이른다.                                                  |
| 16=  | 미사역 파라곤 103동                  |      | 망월동 | 97m  | 30층 | 2021년    | 미사역 인근에서 가장 비싼 주상복합으로, 최고가는 28억 원에 이른다.                                                  |
| 16=  | 미사역 파라곤 104동                  |      | 망월동 | 97m  | 30층 | 2021년    | 미사역 인근에서 가장 비싼 주상복합으로, 최고가는 28억 원에 이른다.                                                  |
| 16=  | 미사역 파라곤 105동                  |      | 망월동 | 97m  | 30층 | 2021년    | 미사역 인근에서 가장 비싼 주상복합으로, 최고가는 28억 원에 이른다.                                                  |
| 16=  | 미사역 파라곤 106동                  |      | 망월동 | 97m  | 30층 | 2021년    | 미사역 인근에서 가장 비싼 주상복합으로, 최고가는 28억 원에 이른다.                                                  |
| 16=  | 미사역 파라곤 107동                  |      | 망월동 | 97m  | 30층 | 2021년    | 미사역 인근에서 가장 비싼 주상복합으로, 최고가는 28억 원에 이른다.                                                  |
| 16=  | 미사역 파라곤 108동                  |      | 망월동 | 97m  | 30층 | 2021년    | 미사역 인근에서 가장 비싼 주상복합으로, 최고가는 28억 원에 이른다.                                                  |
| 16=  | 미사 롯데캐슬스타                    |      | 망월동 | 97m  | 30층 | 2019년    | [ 24 ] |

## 같이 보기
- 하남시
- 마천루 목록
- 아시아의 마천루 목록
- 대한민국의 마천루 목록